# Гройсман, Вадим Аронович
Вадим Аронович Гройсман (род. 9 января 1963, Киев) ― русско-израильский поэт.

## Биография
Родился 9 января 1963 года в Киеве. С 1990 года живет в Израиле. Окончил Еврейский университет в Иерусалиме по специальности «русская литература». Работал охранником, оператором компьютеров, почтальоном, библиотекарем.
Член Союза писателей Израиля.

## Творчество

### Книги стихов
- «Музыка в глуши». Иерусалим. «Тарбут», 1993.
- «Северный крест». Иерусалим. «Winterpress», 1999.
- «Дождь ранний и поздний». Иерусалим. Издание автора, 2003.
- «Чужой». Иерусалим – Москва. «Издательское содружество А. Богатых и Э. Ракитской ( Э. РА)», 2007.
- «Vita». Иерусалим. «Evgarm», 2013.
- «Чудо пустыни». Москва. Издатель И. Б. Белый, 2015.
- «Ученик библиотекаря». Киев. «Дух і Літера», 2019.
- «Подземный свет». Киев. «Издательский дом Дмитрия Бураго», 2019.

### Публикации в журналах
Стихи Вадима Гройсмана публиковались в журналах «Крещатик», «Дружба народов», «Белый ворон», «Юность», «Новый журнал», «Интерпоэзия», «Новая реальность», «Стороны света»,  «Кольцо А», «Эмигрантская лира», «Артикль», «Литературный Иерусалим» и других. Участник Иерусалимской антологии.

### Публикации в интернет-изданиях
- Интернет-проект «Полутона»[8]
- Литературный портал «Мегалит»[9]
- Литературный проект «Опушка»[10]
- Альманах «Сетевая словесность»[11]
- Электронный журнал «Формаслов»[12]
- Электронный журнал "Лиterraтура"[13]
- Электронный журнал поэзии «Prosodia»[14]
- Поэтический проект «Coronaverse»[15]
- Поэтический проект «No war – Поэты против войны»[16]

### Участие в конкурсах и фестивалях
- 2014 Победитель конкурса им. Бродского «Критерии свободы»[17]
- 2015 Победитель Открытого чемпионата Балтии по русской поэзии[18]
- 2016 Победитель конкурса фестиваля «Дорога к храму»
- 2019 Победитель международного интернет-конкурса «Эмигрантская лира»
- 2022 Участник фестиваля свободной культуры «СловоНово»[19]